# Zing! (lied)
Zing! is een lied van het Nederlandse zangduo Nick & Simon in samenwerking met de Nederlandse zanger Jayh. Het werd in 2017 als single uitgebracht en stond in hetzelfde jaar als vierde track op het album Aangenaam van Nick & Simon.

## Achtergrond
Zing! is geschreven door Simon Keizer, Gordon Groothedde, Nick Schilder en Jaouad Ait Taleb Nasser en geproduceerd door Jack $hirak. Het is een nummer uit het genre nederpop met effecten uit de nederhop. Het is hiermee een ander geluid dan dat bij eerdere nummers van het Volendamse zangduo te horen was. Het duo maarte eerder veel nummers uit de palingsound. Bij het nummer is een videoclip gemaakt door mediabedrijf Paperclips Media waarin te zien is hoe een jongen tijdens een feest in een villa dagdroomt hoe hij met een meisje is. Op de deluxe versie van het album Aangenaam was ook een versie van het lied te vinden zonder bijdrage van Jayh. Het was de eerste en enige keer dat Nick & Simon en Jayh met elkaar samenwerkten. 

## Hitnoteringen
De artiesten hadden weinig succes met het lied in de hitlijsten van het Nederlands taalgebied. Er was geen notering in de Single Top 100 en ook de Nederlandse Top 40 werd niet bereikt. Bij laatstgenoemde kwam het tot de vijftiende plaats van de Tipparade. Ook de Vlaamse Ultratop 50 werd niet bereikt. Hier kwam het tot de 38e positie van de Ultratip 100.